# Barbara Pym
Barbara Mary Crampton Pym (Oswestry, 2 giugno 1913 – Oxford, 11 gennaio 1980) è stata una scrittrice britannica.

## Biografia
Barbara Pym nacque a Oswestry, nello Shropshire. Studiò dapprima privatamente presso lo Huyton College, vicino a Liverpool, e in seguito al St Hilda's College di Oxford dove si laureò in Lingua e Letteratura Inglese.
Durante la Seconda Guerra Mondiale prestò servizio nel Women's Royal Naval Service, la Sezione Femminile della Reale Marina britannica.
Non si sposò mai; ebbe però serie relazioni sentimentali, come quella con Henry Harvey, suo compagno di studi a Oxford, e con Julian Amery, che in seguito sarebbe diventato un famoso uomo politico.
Verso la fine della sua vita si ritirò a vivere con la sorella minore Hilary nel Barne Cottage di Finstock, nell'Oxfordshire, edificio sul quale nel 2006 venne posta una targa commemorativa.
Entrambe le sorelle svolsero un ruolo molto attivo nelle iniziative sociali del villaggio. Sono attualmente sepolte nel cimitero presso la chiesa di Finstock: Barbara morì di cancro al seno nel 1980, Hilary le sopravvisse sino al 2005, continuando a diffonderne la memoria e il lavoro, e fondando nel 1993 la "Barbara Pym Society".

## La fortuna editoriale. I temi
I pacati romanzi scritti da Barbara Pym furono regolarmente pubblicati tra il 1950 e il 1961; seguirono poi quindici anni durante i quali i suoi lavori vennero invece ignorati dall'editoria.
La riscoperta dell'autrice, che si trasformò in vera e propria rivalutazione solo parecchi anni dopo la sua morte, iniziò nel 1977: in un articolo pubblicato sul "Times Literary Supplement" due critici di fama - Lord David Cecil e Philip Larkin - la definirono "la scrittrice più sottovalutata del secolo". Larkin intratteneva già da parecchi anni una corrispondenza privata con Barbara Pym.
Il romanzo con il quale Barbara Pym tornò sul mercato proprio nel 1977, Quartetto in autunno, ricevette una nomination per il Booker Prize. Anche The Sweet Dove Died, in precedenza rifiutato più volte, venne finalmente pubblicato con grande favore da parte della critica.
Gli ultimi romanzi, benché scritti tra gli anni trenta e gli anni settanta, furono pubblicati postumi.
I romanzi di Barbara Pym sono veloci ritratti della vita di paese, con una marcata importanza data alle attività sociali legate alla Chiesa anglicana. I dialoghi sono spesso profondamente ironici.
Per alcuni anni l'autrice aveva lavorato presso l'International African Institute di Londra, e collaborato alla rivista "Africa", sviluppando conoscenze antropologiche che poi si sarebbero riversate in alcune delle sue storie. Nel '55, in occasione dell'uscita di Un po' meno che angeli, il romanzo dove i protagonisti sono in larga parte linguisti ed etnografi, Barbara Pym affermò in un'intervista: "Mi sembra giusto che gli antropologi, che passano il loro tempo a studiare vita e costumi di altri popoli, siano a loro volta studiati". E all'interno di un altro romanzo paragona gli stessi scrittori agli antropologi perché entrambe le categorie hanno come oggetto di studio una parte di mondo con i suoi abitanti, e i loro comportamenti.

## Opere
- Some Tame Gazelle, 1950 (Qualcuno da amare, trad. di Lidia Zazo, La Tartaruga, Milano, I ed. 1994)
- Excellent Women, 1952 (Donne eccellenti, trad. di Daniela Bonelli, La Tartaruga, Milano, I ed. 1985; Leonardo, Milano, 1991; trad. di Bruna Mora, Astoria, Milano, 2012)
- Jane and Prudence, 1953 (Jane e Prudence, trad. di Lidia Zazo, La Tartaruga, Milano, I ed. 1993; Astoria, Milano 2015)
- Less than Angels, 1955 (Un po' meno che angeli, trad. di Nicoletta Rosati, La Tartaruga, Milano, I ed. 1988; Astoria, Milano, 2017)
- A Glass of Blessings,1958 (Un sacco di benedizioni, trad. di Cinthia Rucellai, La Tartaruga, Milano, I ed. 1995)
- No Fond Return Of Love, 1961 (con il titolo Per guarire un cuore infranto, trad. di Cinzia Peruccini, La Tartaruga, Milano, I ed. 1990; con il titolo Amori non molto corrisposti, trad. di Bruna Mora, Astoria, Milano, 2014)
- Quartet in Autumn, 1977 (Quartetto in autunno, trad. di Frida Ballini, La Tartaruga, Milano, 1992)
- The Sweet Dove Died, 1978 (Se una dolce colomba, trad. di Maria Grazia Bellone, La Tartaruga, Milano, 1991)
- A Few Green Leaves, 1980 (Qualche Foglia verde, trad. di Frida Bellini, La Tartaruga, Milano, I ed. 1989)
- An Unsuitable Attachment, 1982, postumo, scritto nel 1963 (Una relazione sconveniente, trad. di Neri Carano, La Tartaruga, Milano, I ed. 1987; Leonardo, Milano 1992)
- Crampton Hodnet, 1985, postumo, scritto verso il 1940 (Crampton Hodnet, trad. di Valerio Fissore, Sei, Torino, 1987; trad. di Bruna Mora, Astoria, Milano, 2011)
- An Academic Question, 1986, postumo, scritto nel 1970-72, (Una questione accademica, trad. di Monica Pastorelli, La Tartaruga, Milano, 1996)
- Civil To Strangers and other writings, 1987, postumo, scritto nel 1936 (Tutte le virtù,  trad. di Monica Pastorelli, La Tartaruga, Milano, 1999; i racconti brevi con il titolo Addio, capitale balcanica e altri racconti, trad. di Monica Pastorelli, Milano, 1996)

I suoi diari sono stati pubblicati postumi nel 1985, con il titolo A Very Private Eye.